# Mauricio Pellegrino
Mauricio Andrés Pellegrino (ur. 5 października 1971 w Leones) – argentyński trener i piłkarz, grający w czasie kariery zawodniczej na pozycji środkowego obrońcy. Obecnie pełni funkcję trenera argentyńskiego klubu Lanús.

## Kariera klubowa
Pierwszym klubem w karierze Pellegrino był CA Vélez Sarsfield. W sezonie 1990/1991 zadebiutował w barwach tej drużyny w Primera División. W 1992 roku osiągnął swój pierwszy sukces, gdy wywalczył wicemistrzostwo fazy Clausura. Rok 1993 przyniósł kolejne sukcesy: mistrzostwo Clausury, a jesienią wicemistrzostwo fazy Apertura. W 1994 roku zawodnik dotarł z Vélez Sársfield do finału Copa Libertadores, a w nim klub z Argentyny pokonał po serii rzutów karnych São Paulo FC z Brazylii. W tym samym roku wywalczył także Puchar Interkontynentalny, dzięki zwycięstwu Vélezu 2:0 z Milanem. W 1995 roku Mauricio zdobył mistrzostwo Apertury, a także Copa Interamericana. W 1996 roku jako podstawowy zawodnik sięgnął po tytuł mistrzowski Clausury, a także po Supercopa Sudamericana. Kolejnym sukcesem Pellegrino w barwach Vélez Sarsfield było wygranie Recopa Sudamericana w 1997 roku, a ostatnim mistrzostwo Clausury w 1998 roku.
Latem 1998 roku Pellegrino został sprzedany do FC Barcelona, klubu prowadzonego przez holenderskiego szkoleniowca, Louisa van Gaala. W Primera División swój debiut zaliczył 12 września 1998 w wygranym 1:0 domowym spotkaniu z Extremadurą. W całym sezonie 1998/1999 rozegrał 23 spotkania i walczył o miejsce w składzie z Frankiem de Boerem i Abelardo. Z Barceloną został mistrzem Hiszpanii.
W 1999 roku Pellegrino wrócił do Vélezu, ale niedługo po rozpoczęciu sezonu w Argentynie powrócił do Hiszpanii i został zawodnikiem Valencii. 12 września 1999 rozegrał dla Valencii swoje pierwsze spotkanie, przegrane 0:2 z Deportivo Alavés. Od początku sezonu 1999/2000 był podstawowym zawodnikiem zespołu i jeszcze latem zdobył Superpuchar Hiszpanii. W 2002 roku został po raz drugi mistrzem Hiszpanii, a w 2004 roku zdobył Puchar UEFA (wystąpił przez 4 minuty w wygranym 2:0 finale z Olympique Marsylia). W 2004 roku wywalczył też mistrzostwo Hiszpanii oraz Superpuchar Europy.
W sezonie 2004/2005 Pellegrino stracił miejsce w wyjściowym składzie Valencii i jeszcze w trakcie sezonu odszedł do Liverpoolu. W Premier League zadebiutował 15 stycznia 2005 w meczu z Manchesterem United (0:1), a wiosną wygrał z „The Reds” Ligę Mistrzów.
W sezonie 2005/2006 Pellegrino ponownie występował w lidze hiszpańskiej. Przez jeden sezon był piłkarzem Deportivo Alavés, dla którego po raz pierwszy wystąpił 21 września 2005 w meczu z Málagą CF (0:0). Wiosną 2006 roku zakończył karierę piłkarską.
Po zakończeniu kariery Mauricio został trenerem. Prowadził jedną z młodzieżowych drużyn Valencii, a w czerwcu 2008 został jednym z trenerów w Liverpoolu FC. Od sezonu 2010/2011 asystent Rafy Beníteza w Interze Mediolan. W 2012 prowadził hiszpański klub Valencia CF. W grudniu został zwolniony.
23 czerwca 2017 roku został trenerem Southampton. 12 marca 2018 roku z powodu bardzo kiepskich wyników został zwolniony z tego stanowiska.
2 czerwca 2018 roku został ogłoszony nowym szkoleniowcem hiszpańskiego klubu CD Leganés.
| Sezon   | Klub               | Kraj      | Rozgrywki        | Mecze | Bramki |
| ------- | ------------------ | --------- | ---------------- | ----- | ------ |
| 1990/91 | CA Vélez Sarsfield | Argentyna | Primera División | 5     | 0      |
| 1991/92 | CA Vélez Sarsfield | Argentyna | Primera División | 16    | 2      |
| 1992/93 | CA Vélez Sarsfield | Argentyna | Primera División | 22    | 2      |
| 1993/94 | CA Vélez Sarsfield | Argentyna | Primera División | 21    | 2      |
| 1994/95 | CA Vélez Sarsfield | Argentyna | Primera División | 23    | 1      |
| 1995/96 | CA Vélez Sarsfield | Argentyna | Primera División | 33    | 2      |
| 1996/97 | CA Vélez Sarsfield | Argentyna | Primera División | 28    | 1      |
| 1997/98 | CA Vélez Sarsfield | Argentyna | Primera División | 35    | 1      |
| 1998/99 | CA Vélez Sarsfield | Argentyna | Primera División | 2     | 0      |
| 1998/99 | FC Barcelona       | Hiszpania | Primera División | 23    | 0      |
| 1999/00 | CA Vélez Sarsfield | Argentyna | Primera División | 3     | 0      |
| 1999/00 | Valencia CF        | Hiszpania | Primera División | 33    | 1      |
| 2000/01 | Valencia CF        | Hiszpania | Primera División | 26    | 0      |
| 2001/02 | Valencia CF        | Hiszpania | Primera División | 30    | 1      |
| 2002/03 | Valencia CF        | Hiszpania | Primera División | 28    | 1      |
| 2003/04 | Valencia CF        | Hiszpania | Primera División | 20    | 2      |
| 2004/05 | Valencia CF        | Hiszpania | Primera División | 1     | 0      |
| 2004/05 | Liverpool F.C.     | Anglia    | Premiership      | 12    | 0      |
| 2005/06 | Deportivo Alavés   | Hiszpania | Primera División | 13    | 0      |

## Kariera reprezentacyjna
W reprezentacji Argentyny Pellegrino zadebiutował 11 czerwca 1997 roku w zremisowanym 0:0 meczu Copa América 1997 z Ekwadorem. Argentyna odpadła z tego turnieju po porażce 1:2 w ćwierćfinale z Peru. Łącznie w kadrze narodowej Mauricio rozegrał 3 spotkania.